# Атанасий Ливадиотис
Атанасий (на гръцки: Αθανάσιος, Атанасиос) е гръцки духовник, петренски епископ на Вселенската патриаршия от 1779 година до 1794 година.

## Биография
Роден е в голямото влашко село в Олимп Ливади, затова носи прякора Ливадиотис (Λιβαδιώτης), тоест Ливадчанин. В 1794 година е ръкоположен за олимпийски петренски епископ. Умира около 1830 година.